# Frühschoppen (ORF)
Der Frühschoppen ist eine Sendereihe von Ö2, die jeden Sonntag zwischen 11 und 12 Uhr ausgestrahlt wird.
An der Sendereihe nehmen alle ORF-Landesstudios außer Radio Wien teil. Produziert wird sie jeweils von einem anderen Landesstudio. 
Während die Sendung im Winterhalbjahr eine Studiosendung ist, in der volkstümliche Musik gespielt wird und in der Dialekt-Sprache des jeweiligen Bundeslandes moderiert wird, ist die Sendung im Sommerhalbjahr in verschiedenen Orten in ganz Österreich zu Gast. Meist werden besondere Anlässe herangezogen, um in diesen Orten Liveübertragungen zu organisieren. Dabei können meist regionale Musikgruppen, wie örtliche Blasmusikkapellen o. a. auftreten.